# Джокер (Джек Напье)
Джек Напье́ (англ. Jack Napier), также известный как Джо́кер (англ. Joker) — персонаж, появившийся в фильме «Бэтмен» 1989 года режиссёра Тима Бёртона. Роль исполнил Джек Николсон, а в основу образа лёг суперзлодей Джокер из комиксов DC Comics. Своё имя Джек Напье получил в честь непосредственно Джека Николсона, а фамилию — в честь актёра Алана Напье, игравшего Альфреда Пенниуорта в телесериале «Бэтмен» 1960-х годов. За счёт некоторых элементов образ этого Джокера уникален в сравнении с другими версиями: миру известны его имя, фамилия и происхождение. В картине Тима Бёртона персонаж предстаёт как гангстер-психопат и правая рука криминального босса Готэма Карла Гриссома. В результате стычки с Бэтменом он падает в резервуар с химикатами, которые разъедают его кожу; обезумевший Джек облачается в костюм клоуна и ставит себе задачу избавиться от Бэтмена, который, по его мнению, получает слишком много внимания со стороны общественности.
После выхода «Бэтмена» имя Джек Напье стали давать Джокеру авторы различных произведений по мотивам комиксов о Бэтмене: мультсериала «Бэтмен» в 1992 году (актёр озвучивания — Марк Хэмилл), сериала «Бэтвумен» в 2021 году (исполнитель роли — Нэйтан Дэшвуд) и линейки комиксов Murphyverse. Также именно Джокер Джека Николсона убил Томаса и Марту Уэйн — родителей Брюса Уэйна / Бэтмена в картине 1989 года.

## Создание образа
Кинопробы
До того, как роль Джокера в экранизации Тима Бёртона получил Джек Николсон, пробы проходили такие актёры, как Робин Уильямс, Тим Карри, Уиллем Дефо, Рэй Лиотта, Дэвид Боуи и Джеймс Вудс. Сам Бёртон на эту роль рассматривал Джона Гловера и Брэда Дурифа. Студия отклонила его предложения, желая увидеть в роли заклятого врага Бэтмена всеизвестную кинозвезду. Прослушивание с Бёртоном проходил и Джон Литгоу. Однако во время беседы актёр убедил начинающего режиссёра, что не подходит на эту роль, о чём впоследствии пожалел. В начале 1980-х годов, когда комиксы о Бэтмене на киноэкраны собирался переносить кинорежиссёр Джо Данте, главным претендентом на роль Джокера был именно Литгоу.
Внешний вид
В соответствии с контрактом Николсона, ему было разрешено одобрить действия гримёра по созданию облика персонажа. В качестве гримёра Николсон выбрал Ника Дадмэна. Для обесцвеченного белого лица Дадмэн использовал грим на акриловой основе. Самым сложным для достижения эффекта Дадмэн назвал сцену в картинной галерее, где Напье обрызгивает водой Вики Вэйл. Чтобы создать улыбку, Дадмэн сделал обычный слепок лица Николсона с расслабленным лицом, а затем попросил его сделать ещё один слепок, изобразив самую большую ухмылку, на которую он был способен. Дадмэн пытался создать улыбку, которая всегда была на лице, но в полной мере проявлялась, когда Николсон улыбался в гриме; он также работал над тем, чтобы протезы не разбавляли лицо Николсона.
Происхождение персонажа в фильме — падение в чан с химикатами — было вдохновлено тогдашним графическим романом «Бэтмен. Убийственная шутка», написанным Аланом Муром. Некоторые элементы происхождения персонажа были изменены, включая то, что он был гангстером, а не неудавшимся стендап-комиком, а также то, что персонаж был лишён образа Красного колпака. Напье всегда был преступником, он несёт ответственность за смерть Томаса и Марты Уэйн, а не Джо Чилл, который вместо этого выступает в качестве его сообщника.

## Биография
«Бэтмен» (1989)
Уже в детстве Джек Напье был психологически неуравновешенным, но чрезвычайно умным, демонстрируя продвинутые знания в области химии, искусства и науки; он также то и дело попадал в колонии для несовершеннолетних за такие преступления, как поджог, нападение и кража автомобиля. В возрасте 15 лет Напье был обвинён в нападении с применением смертоносного оружия.
В молодости Джек и его сообщник Джо Чилл грабят и убивают Томаса и Марту Уэйн в переулке за театром «Монарх», оставляя их маленького сына Брюса единственным выжившим. Напье готовился убить и Брюса, говоря мальчику: «Ты когда-нибудь танцевал с дьяволом при лунном свете?» — его любимая фраза перед убийством. Однако Чилл уговаривает его бежать до приезда полиции, поэтому Напье щадит Брюса и уходит, сказав: «Мы ещё встретимся».

Джек Напье до мутации.

Спустя годы Напье продвигается по карьерной лестнице в рядах мафии Готэм-Сити и в конце концов становится правой рукой босса преступности Карла Гриссома (Джек Пэланс). Напье известен тем, что у него есть фирменная колода карт с пулевым отверстием в каждой карте. Он втайне недолюбливает Гриссома, считая его «усталым стариком», и заводит роман с любовницей своего босса, Алисией Хант (Джерри Холл). Гриссом узнаёт об их интрижке и подстраивает убийство лейтенанта Макса Экхардта (Уильям Хуткинс), полицейского из департамента полиции Готэм-Сити, находящегося на его содержании, в компании Axis Chemicals, куда он отправляет Напье под предлогом уничтожения уличающих документов. План Гриссома проваливается, когда в дело вмешивается комиссар полиции Готэма Джеймс Гордон (Пэт Хингл) и мститель в маске Бэтмен (Майкл Китон). Напье убивает Экхарта и стреляет в Бэтмена, который отражает пулю одной из своих перчаток и рикошетом попадает в калибр, в результате чего стекло летит в лицо Напье. Джек, который понял, что его подставили, убивает Экхарта, а затем стреляет в Бэтмена. Пуля, срикошетировав о щиток Бэтмена, разбивает стекло манометра, хлынувшая кислота разъедает Напье лицо и он падает в чан с химикатами. Напье выживает, но химикаты делают его кожу белой, как мел, губы — красными, волосы — зелёными, а неудачная попытка пластической операции оставляет его с постоянной улыбкой. Сошедший с ума Напье называет себя «Джокер», убивает Гриссома и сам возглавляет его криминальную империю.
Изображая из себя «художника-убийцу», Джокер становится одержим идеей «превзойти» Бэтмена, который, по его мнению, крадёт у него внимание. С помощью своей правой руки Боба (Трейси Уолтер) Джокер начинает отравлять косметические продукты «Смехотриксом» — ядовитым веществом, которое приводит к смерти жертвы от безудержного смеха с такой же безумной улыбкой на лице, как и у Джокера.
Джокер также увлекается девушкой по имени Вики Вэйл (Ким Бейсингер). Он заманивает её в музей и вместе с подручными разрушает произведения искусства, но Бэтмэн прибывает и спасает её. Полагая, что Уэйн безобиден, Джокер издевается над ним своей фирменной фразой и стреляет в него. Однако на Уэйне был бронежилет, и он выживает; он также узнаёт в Напье убийцу своих родителей.
Брюс Уэйн, альтер эго Бэтмена, приходит к Вики, чтобы рассказать ей о своей тайне личности, но Джокер прерывает их встречу, спросив Брюса: «Тебе приходилось танцевать с дьяволом при лунном свете?», прежде чем выстрелить в него. Брюс, однако, выживает и сбегает, так как он использовал поднос в качестве бронежилета. Он вспоминает, что грабитель, который в своё время убил его родителей, задавал тот же самый вопрос, и таким образом понимает, что именно Напье и был их убийцей.
Джокер объявляет по телевидению, что планирует раздать 20 млн $ на параде в честь 200-летия Готэм-Сити, кидает наличные в толпу, как обещал, но вместе с тем атакует их газом «Смехотрикс», выходящим из его гигантских воздушных шаров, убивая десятки людей. Бэтмен прибывает и уносит их с помощью Бэт-крыла. Взбешённый Джокер стреляет в Бэт-крыло из длинноствольного револьвера, заставляя его рухнуть.
Джокер похищает Вики Вейл и ведёт её на крышу собора. Бэтмен, выживший в катастрофе, побеждает людей Джокера, несмотря на свои травмы, и вступает в схватку со злодеем; во время последующей борьбы они признаются, что «сделали друг друга», после того как Напье вспоминает ту ночь в переулке и понимает, что Бэтмен — это Уэйн. Джокер сбрасывает Бэтмена и Вики с высокого здания, но те цепляются за карниз. Джокер пытается сбежать на вертолёте, но Бэтмен пристёгивает крюком тяжёлую гранитную гаргулью к ноге Джокера, и по мере подъёма вертолёта та отламывается и падает, увлекая Джокера за собой. Джеймс Гордон находит труп Джокера с активированной коробкой смеха в кармане.
«Флэш» (2023)
Версия Джокера в исполнении Джека Николсона косвенно упоминается в фильме медиафраншизы «Расширенная вселенная DC» «Флэш» 2023 года. Так, в Бэтпещере Брюса Уэйна Майкла Китона Барри Аллен находит смеющийся мешочек, обнаруженный комиссаром Гордоном после смерти Джокера в ленте 1989 года.
Другое
В «Кризисе на Бесконечных Землях» реальность, в которой жил Джокер, получила название «Земля-89».

## В других медиа-адаптациях
Телевидение
- В эпизоде мультсериала «Бэтмен» (1992), который был частично смоделирован на основе фильма 1989 года, подразумевается, что «Джек Напье» может быть либо псевдонимом, либо настоящим именем Джокера, как показано в эпизоде «The Strange Secret of Bruce Wayne» (с англ. — «Странный секрет Брюса Уэйна»). Эпизод мультсериала «Новые приключения Бэтмена» под названием «Beware the Creeper» (с англ. — «Берегись крипера») также намекает на ту же возможность, когда репортёр Джек Райдер[англ.] во время седьмой годовщины рождения Джокера в Ace Chemicals даёт отчёт о его истории.
- Версия Джокера Джека Напье представлена в телесериале «Вселенная Стрелы» в исполнении Нэйтана Дэшвуда.
  - В телевизионном кроссовере «Вселенной Стрелы» под названием «Кризис на Бесконечных Землях», устанавливающем, что «Бэтмен» (1989) и его сиквел «Бэтмен возвращается» (1992) существуют на параллельной Земле по отношению к сериалу «Вселенная Стрелы». Во время первой части кроссовера в заголовке газеты, которую читает Александер Нокс, говорится, что «Бэтмен схватил Джокера», хотя последний якобы был мёртв уже много лет после событий «Бэтмена», что подразумевает либо то, что кто-то сменил Напье на посту Джокера, либо то, что Напье был воскрешён, либо то, что Напье и не умирал вовсе[20].
  - В пилотном эпизоде сериала «Бэтвумен» Джокер был ответственен за угон автобуса, который столкнул машину Габи Кейн с моста, несмотря на попытку Бэтмена спасти их. В эпизоде «Я буду судьёй, я буду присяжным» в телевизионных новостях вскользь упоминается Джек Напье как настоящее имя Джокера, когда его преследовал помощник окружного прокурора Ангус Стэнтон[21]. В эпизоде «Узкий проход» подразумевалось, что Джокер погиб в бою против Бэтмена[22]. В эпизоде «Магия Бэтгёрл!» на спасённом мобильном телефоне Кейт Кейн появляется изображение портрета, на котором было выведено имя Сафии Сохейл. Джейкоб Кейн выясняет, что портрет был сделан Джеком Напье. Эпизод «Урок от Профессора Пига» показал, что сын Джады Джет Маркис был атакован в голову шокером Джокера во время угона автобуса, что привело к развитию у Маркиса социопатических наклонностей. В эпизоде «Сломанные игрушки» было показано, что у Джокера есть приспешница по имени Кики Рулетт (её изобразила Джуди Рейес), которая построила звуковой сигнал радости Джокера, вступив в союз с Маркизом. В эпизоде «Мы все здесь безумны» Джокер наконец-то был замечен, когда Маркис вспоминает свою встречу с Джокером, а Элис вспоминает, как угнанный автобус столкнул машину Габи с моста. Маркиз сказал Элис, что судьба свела их вместе.

Видеоигры
Образ Джокера был использован в серии видеоигр Batman по мотивам первого фильма тетралогии — для NES (1989), для Sega Drive Mega (1990), в игре компании Ocean и в аркадном автомате.
Так сюжет игры Batman (1990) для аркадных автоматов основан на первом фильме. В игре также можно посмотреть аудиоклипы Бэтмена (Майкл Китон) и Джокера (Джек Николсон), а также оцифрованные фотографии из фильма.
Также в 1991 году вышла игра Batman: Return of the Joker (с англ. — «Бэтмен: Возвращение Джокера»), которая сюжетно является прямым продолжением фильма 1989 года. Согласно игре, Джек Напье выжил после падения с колокольни и Бэтмену снова приходится вступить с ним в схватку.
Музыка
Цитата Джокера «Ты когда-нибудь танцевал с дьяволом при лунном свете?» стала главной для неизданной песни, написанной Принсом для саундтрека к фильму. Трек под названием «Dance with the Devil» (с англ. — «Танец с дьяволом») был вырезан Принсом из-за того, что мрачный тон песни не сочетался с остальными жизнерадостными композициями саундтрека. Он был заменён на «Batdance» (с англ. — «Бэт-танец»).
В музыкальных видеоклипах на синглы, выпущенные с альбома, Принс был одет как смесь Джокера Николсона и Бэтмена Китона в образе, который он назвал Gemini (с англ. — «Близнецы»). Джокера Николсона можно услышать в саундбайтах во время таких песен, как «Batdance» и «Partyman» (с англ. — «Тусовщик»).

## Восприятие
При обсуждении главной темы фильма «Бэтмен» (1989) режиссёр фильма Тим Бёртон заявил: «Весь фильм — это поединок двух уродов. Двух нарушителей спокойствия».
«Ты когда-нибудь танцевал с дьяволом при лунном свете?»
Цитата «Have you ever danced with the devil in the pale moonlight?» стала синонимом персонажа, а также одной из самых знаковых его фраз. Цитата была номинирована в список 100 киноцитат Американского института киноискусства, но не попала в него. Она стала заглавной для неизданной песни, написанной Принсом для саундтрека к фильму. Трек под названием «Танец с дьяволом» был вырезан Принсом из-за того, что мрачный тон песни не сочетался с остальными жизнерадостными композициями саундтрека. В последнюю секунду она была заменена на «Batdance». В клипах на синглы, выпущенные с альбома, Принс был одет как смесь Джокера Николсона и Бэтмена Китона в образе, который он назвал Gemini. Джокера Николсона можно услышать в саундбайтах таких песен, как «Batdance» и «Partyman».
Номинации
Воплощение Джокера в исполнении Джека Николсона было высоко оценено как фанатами, так и критиками. Работа Николсона и создание образа Джокера получили ряд номинаций на нижеуказанные премии, но не выиграли ни в одной. Грим и костюмы Джокера были номинированы наряду с гримом и костюмами других персонажей фильма «Бэтмен» (1989).
| Год  | Премия         | Категория                                | Номинанты                                 |
| ---- | -------------- | ---------------------------------------- | ----------------------------------------- |
| 1990 | Золотой глобус | Лучшая мужская роль (комедия или мюзикл) | Джек Николсон                             |
| 1990 | BAFTA          | Лучшая мужская роль второго плана        | Джек Николсон                             |
| 1990 | BAFTA          | Лучший грим                              | Пол Энгелен, Ник Дадмен                   |
| 1990 | BAFTA          | Лучший дизайн костюмов                   | Боб Рингвуд                               |
| 1991 | Сатурн         | Лучший актёр                             | Джек Николсон                             |
| 1991 | Сатурн         | Лучший грим                              | Пол Энгелен, Линда Армстронг и Ник Дадмэн |
| 1991 | Сатурн         | Лучшие костюмы                           | Боб Рингвуд                               |

При номинации на премию «Золотой глобус» за лучшую мужскую роль — комедия или мюзикл Николсон уступил Моргану Фримену за работу в фильме «Шофёр мисс Дэйзи» (1989). При номинации Британской академией кино и телевизионных искусств на премию BAFTA за лучшую мужскую роль второго плана Николсон проиграл Рэю Макэнэлли в фильме «Моя левая нога» (1989).
Адаптация персонажа Николсона заняла 45-е место среди лучших кинозлодеев всех времён в списке 100 лучших героев и злодеев Американского института киноискусства; Бэтмен в исполнении Майкла Китона занял 46-е место в том же списке.
Цитата персонажа «Ты когда-нибудь танцевал с дьяволом при лунном свете?» стала синонимом персонажа, а также одной из самых знаковых его фраз. Эта цитата была номинирована в список 100 известных цитат из американских фильмов за 100 лет, но не попала в него
Мнения других исполнителей
Хит Леджер, сыгравший Джокера в фильме Кристофера Нолана «Тёмный рыцарь» (2008), отметил, что образ Николсона повлиял на его интерпретацию персонажа, заявив: «Этот персонаж был слишком хорош, чтобы от него отказаться. И да, было бы преступлением пытаться вступить на тропу Джека Николсона, которую он так прочно вписал в мою память о Джокере. Я имею в виду, я обожаю то, что он сделал, и его самого в целом». Леджер скончался ещё до выхода фильма на экраны и получил посмертную премию «Оскар» за лучшую мужскую роль второго плана. Николсон был одним из многих, кто высоко оценил игру Леджера.
Марк Хэмилл, озвучивавший персонажа в мультсериале «Бэтмен» (1992), а также в серии видеоигр Batman: Arkham, также ссылался на адаптацию персонажа в исполнении Николсона, но продюсеры сериала просили его не использовать Джокера Николсона в качестве прямого источника вдохновения.
Дизайн персонажа также послужил вдохновением для другой версии Джокера Джеремайи Валески, которого изображал актёр Камерон Монахэн в сериале «Готэм» (2015—2019) вплоть до финального эпизода «Начало…».

## Наследие
С момента выхода фильма на экраны появилось множество различных интерпретаций Джокера, в которых имя «Джек Напье» называлось его настоящим именем.
Мультсериал
В двух эпизодах мультсериала «Бэтмен» (1992) настоящим именем Джокера было «Джек Напье»: «Сны во тьме», в котором доктор Бартоломью называл Джека Напье, Харви Дента и Памелу Айсли настоящими именами Джокера, Двуликого и Ядовитого Плюща; и «Дикий Джокер», где в досье бизнесмена Кэмерона Кайзера о Джокере содержались криминальные записи с именем «Джек Напье». В продолжении сериала «Новые приключения Бэтмена» было показано, что Джокер взял множество псевдонимов, намекая на то, что в континуитете «Анимационная вселенная DC» «Джек Напье» был всего лишь одним из псевдонимов, отсылая к комиксам, где настоящее имя Джокера неизвестно.
Batman: White Knight
Наиболее известный псевдоним был использован в серии комиксов «Бэтмен: Белый рыцарь», где Джокер, казалось бы, излечился от своего безумия и принял гражданское имя «Джек Напье».
«Бэтвумен»
Псевдоним «Джек Напье» также используется в первых двух сезонах сериала «Бэтвумен». Говорят, что Джокер был убит Бэтменом до событий первого сезона, хотя большинство людей считают, что он остаётся запертым в лечебнице Аркхэм. Через некоторое время после этого Бэтмен покинул Готэм, а его двоюродная сестра Кейт Кейн приняла мантию и стала Бэтвуменом. Во втором сезоне было обнаружено, что Джек Напье работал над картиной, используя кишечную кровь одной из своих жертв, так как выяснилось, что она содержит карту, указывающую путь к острову Кориане, на котором, как подозревает Джейкоб Кейн, Кейт находится в плену. Если картина, которую Джейкоб снял с поверженного Паука-волка, была подделкой, то настоящая картина находится у бывшего приспешника Сафии Сохейл — Оушена. В третьем сезоне выясняется, что Джокер (в исполнении Натана Дэшвуда) был водителем автобуса, который стал причиной аварии Кейт и Бет Кейн, а также нанёс молодому Маркизу Джету (в исполнении Кендрика Джексона) повреждения мозга, привив ему психопатическое мышление, что в будущем приведёт к тому, что он примет мантию Джокера 2.0 (в исполнении Ника Кригана).